# Kaufman (Teksas)
Kaufman – miasto w Stanach Zjednoczonych, w stanie Teksas, w hrabstwie Kaufman. W 2000 roku liczyło 6 490 mieszkańców.